# Astronomica (álbum)
Astronomica es el cuarto álbum de estudio de la banda estadounidense de heavy metal Crimson Glory, publicado en 1999 por Spitfire Records en los Estados Unidos y por Rising Sun en Europa. Después de una pausa de varios años luego de la gira de Strange and Beautiful, los guitarrista Jon Drenning y Ben Jackson, y el bajista Jeff Lords, decidieron reformar la banda junto con el vocalista Wade Black y el batería Steve Wachholz.
El álbum consiguió positivas reseñas de la prensa especializada, por ejemplo, Gary Hill del sitio web Allmusic señaló que presenta una variedad de influencias, en que la banda le ha «dado al mundo un álbum que entretiene y empuja los límites del metal progresivo».

## Lista de canciones
| N.º | Título                       | Escritor(es)                            | Duración |  |
| 1.  | «March to Glory»             | Jon Drenning, Jeff Lords, Bill Martinez | 3:28     |  |
| 2.  | «War of the Worlds»          | Drenning, Lords                         | 4:08     |  |
| 3.  | «New World Machine»          | Drenning, Lords, Martinez               | 4:14     |  |
| 4.  | «Astronomica»                | Drenning, Lords, Martinez               | 4:54     |  |
| 5.  | «Edge of Forever»            | Drenning, Lords, Martinez               | 5:47     |  |
| 6.  | «Touch the Sun»              | Drenning, Lords, Martinez               | 5:55     |  |
| 7.  | «Lucifer's Hammer»           | Drenning, Lords                         | 4:25     |  |
| 8.  | «The Other Side of Midnight» | Drenning, Lords, Martinez               | 4:29     |  |
| 9.  | «Cyber-Christ»               | Drenning, Lords                         | 5:14     |  |
| 10. | «Cydonia»                    | Drenning, Lords, Martinez               | 5:47     |  |

| Edición especial limitada; segundo disco de canciones en vivo registradas en 1989 |                           |                           |          |  |
| N.º                                                                               | Título                    | Escritor(es)              | Duración |  |
| 1.                                                                                | «Painted Skies»           | Drenning, Lords, Midnight | 7:10     |  |
| 2.                                                                                | «Queen of the Masquerade» | Drenning, Lords, Midnight | 6:19     |  |
| 3.                                                                                | «Lost Reflection»         | Drenning, Lords, Midnight | 6:29     |  |

## Músicos
- Wade Black: voz
- Jon Drenning: guitarra
- Ben Jackson: guitarra
- Jeff Lords: bajo
- Steve Wachholz: batería